# Предас Арбас (Нуоро)
Предас Арбас је насеље у Италији у округу Нуоро, региону Сардинија.
Према процени из 2011. у насељу је живело 46 становника. Насеље се налази на надморској висини од 539 м.